# Festival musicale di Kiev
Il festival musicale di Kiev  (in ucraino Київ Музик Фест?, Kyïv Muzyk Fest), è un festival musicale internazionale che si tiene annualmente a Kiev, in Ucraina, che illustra la musica classica moderna ucraina con l'obiettivo di promuovere i musicisti ucraini nel contesto dell'arte mondiale. I co-fondatori del festival, finanziato dallo stato, sono il Ministero della Cultura dell'Ucraina e l'Unione Nazionale dei Compositori dell'Ucraina.
Il festival si tiene ogni anno tra la fine di settembre e l'inizio di ottobre. Il programma del festival comprende opere di moderni compositori ucraini e stranieri, e l'esibizione di artisti solisti e gruppi musicali.

## Luoghi del festival
I concerti del festival si tengono in luoghi architettonicamente significativi nel centro di Kiev.

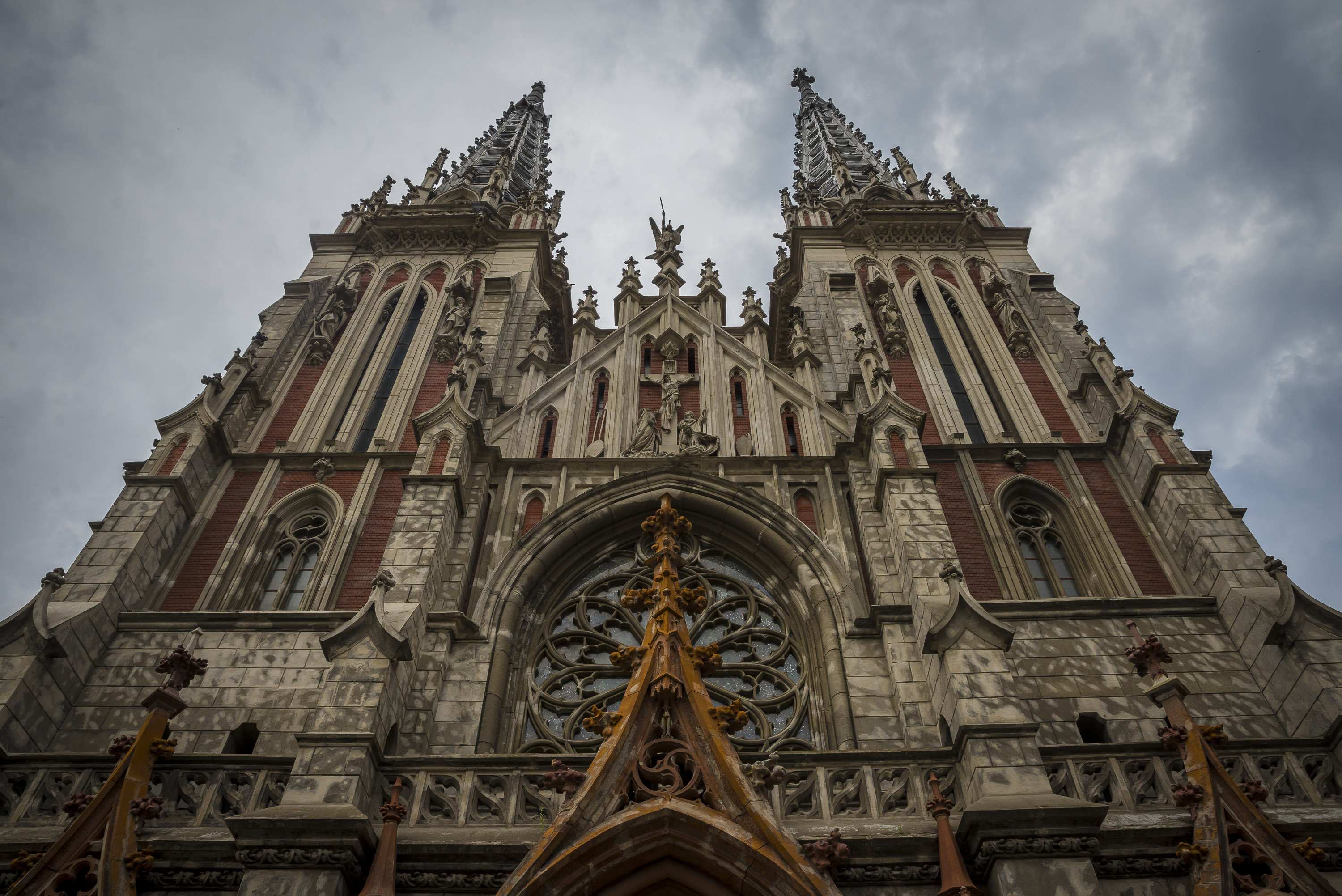
I concerti sinfonici del festival musicale di Kiev si tengono anche nell'Organo e sala della musica da camera nazionale dell'Ucraina, che si trova nella chiesa di San Nicola

Le sedi principali del festival includono:
- Opera Nazionale dell'Ucraina
- Conservatorio Nazionale di Musica dell'Ucraina
- Sala della Colonna Lysenko della Filarmonica Nazionale dell'Ucraina
- Sale Grandi e Piccole del Conservatorio di Kiev
- Organo e sala della musica da camera nazionale dell'Ucraina (chiesa di San Nicola)
- Casa degli scienziati di Kiev dell'Accademia Nazionale delle Scienze dell'Ucraina

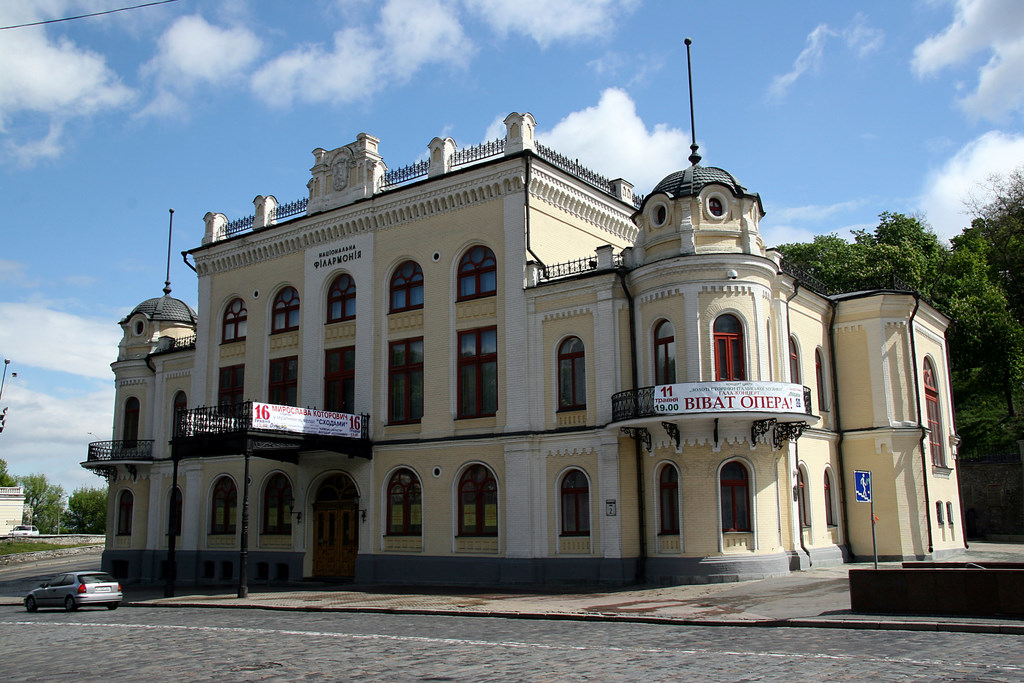
La Lysenko Column Hall della Filarmonica Nazionale di Kiev è un luogo iconico di musica classica

## Storia
Il festival si è tenuto per la prima volta nel 1990 ed è stato frutto dell'importante compositore ucraino Ivan Karabyc', che ne è stato direttore musicale dal 1990 al 2001.  È stato succeduto da Myroslav Skoryk, direttore musicale dal 2002 al 2005 e di nuovo dal 2013 al 2019, da Ivan Nebesnyj dal 2006 al 2011 e da Ihor Ščerbakov dal 2020.

### Programmi del festival
- I Festival Internazionale Kyiv Music Fest '90 (6–13 ottobre 1990) — Programma
- II Festival Internazionale Kyiv Music Fest '91 (5–12 ottobre 1991) — Programma
- III Festival Internazionale Kyiv Music Fest '92 (3–10 ottobre 1992) — Programma
- IV Festival Internazionale Kyiv Music Fest '93 (2–9 ottobre 1993) — Programma
- V Festival Internazionale Kyiv Music Fest '94 (1–8 ottobre 1994) — Programma
- VI International Festival Kyiv Music Fest '95 (30 settembre - 7 ottobre 1995) — Programma
- VII * Festival Internazionale Kyiv Music Fest '96 (27 settembre — 5 ottobre 1996) — Programma
- VIII Festival Internazionale Kyiv Music Fest '97 (27 settembre - 4 ottobre 1997) — Programma
- IX Festival Internazionale Kyiv Music Fest '98 (27 settembre — 3 ottobre 1998) — Programma
- X International Festival Kyiv Music Fest '99 (25 settembre — 2 ottobre 1999) — Programma
- XI Festival Internazionale Kyiv Music Fest-2000 (23–30 settembre 2000) — Programma
- XII Festival Internazionale Kyiv Music Fest-2001 (22 settembre - 1 ottobre 2001) — Programma
- XIII Festival Internazionale Kyiv Music Fest-2002 (21–29 settembre 2002) — Programma
- XIV Festival Internazionale Kyiv Music Fest-2003 (27 settembre - 4 ottobre 2003) — Programma
- XV Festival Internazionale Kyiv Music Fest-2004
- XVI Festival Internazionale Kyiv Music Fest-2005 (24 settembre - 2 ottobre 2005)
- XVII Festival Internazionale Kyiv Music Fest-2006 — Programma
- XVIII Festival Internazionale Kyiv Music Fest-2007 (28 settembre - 7 ottobre 2007) — Programma
- XIX Festival Internazionale Kyiv Music Fest-2008 (27 settembre - 5 ottobre 2008) — Programma
- XX International Festival Kyiv Music Fest-2009 (25 settembre - 4 ottobre 2009) — Programma
- XXI Festival Internazionale Kyiv Music Fest-2010 (25 settembre - 3 ottobre 2010) — Programma
- XXII Festival Internazionale Kyiv Music Fest-2011 (24 settembre - 2 ottobre 2011) — Programma
- XXIII Festival Internazionale Kyiv Music Fest-2012 (27 settembre - 8 ottobre 2012) — Programma
- XXIV Festival Internazionale Kyiv Music Fest-2013 (26 settembre - 6 ottobre 2013) — Programma
- XXV Festival Internazionale di Kyiv Music Fest-2014 (24 settembre - 5 ottobre 2014) — Programma
- XXVI Festival Internazionale Kyiv Music Fest-2015 (26 settembre - 4 ottobre 2015) — Programma
- XXVII Festival Internazionale Kyiv Music Fest-2016 (1 ottobre - 9 ottobre 2016) — Programma Archiviato il 20 settembre 2021 in Internet Archive.
- XXVIII Festival Internazionale Kyiv Music Fest—2017 (30 settembre - 8 ottobre 2017) Programma
- XXIX Festival Internazionale Kyiv Music Fest-2018 (29 settembre - 8 ottobre 2018) Programma Programma
- XXX International Festival Kyiv Music Fest-2019 (27 settembre - 7 ottobre 2019)  Programma
- XXXI Festival Internazionale Kyiv Music Fest-2020 (26 settembre - 4 ottobre 2020) Programma